# Furunculose
A furunculose se caracteriza pelo aparecimento recorrente de furúnculos.
O furúnculo é um processo inflamatório, causado por infecção por Staphylococcus. É facilmente reconhecido por envolver áreas grandes e elevadas além de ser extremamente doloroso. Eles aparecem mais frequentemente, nas mamas, nas nádegas, face ou pescoço. Geralmente os furúnculos apresentam pus no centro e eliminam um líquido esbranquiçado e que pode ter vestígios de sangue. Pode provocar febre elevada.